# ルパン対ホームズ
『ルパン対ホームズ』（Arsène Lupin contre Herlock Sholmès） は、モーリス・ルブランのアルセーヌ・ルパンシリーズの一篇。「アルセーヌ・ルパン対シャーロック・ホームズ」とも。原題を正確に訳すと「アルセーヌ・ルパン対エルロック・ショルメ」。
「金髪の美女」（La Dame blonde ）、「ユダヤのランプ」（La Lampe juive）の2つの中編を収録した作品集で、前者は1906年から1907年、後者は1907年に連載され、1908年に単行本が発売された。
イギリスの名探偵・シャーロック・ホームズを基にしたパロディキャラ「エルロック・ショルメ」と、フランスの大怪盗ルパンとの世紀の対決を描く。エルロック・ショルメ（Herlock Sholmès）はシャーロック・ホームズ（Sherlock Holmes）の語音転換。日本語訳ではショルメの名前は揺らぎが多く、「ショルメス、ショルムス、ショルムズ」や、そのまま英語読みにした「ハーロック・ショームズ」等の表記が見られる。後述のようにパロディ元である「シャーロック・ホームズ」に置き換えている訳書もある。

## あらすじ

### 金髪の美女
とある数学教授が古物商で購入した年代物の書き物机が、その翌日には盗難されてしまう。これに端を発して、アルセーヌ・ルパンと彼の「女友達」である金髪の婦人にまつわる事件が続く。いずれの事件でも、老警部ガニマールの堅固な包囲にかかわらず、ルパンと金髪婦人は決して脱出不可能なはずの状況下で姿を消してしまう。
一連の事件の中で歴史的価値も高い青ダイヤを盗まれたクローゾン夫妻によって、イギリスから名探偵エルロック・ショルメが招聘される。ショルメは当初はルパンの数々の妨害によって二の足を踏み、盟友ウィルソンも重傷を負わされてしまう。
しかし、ルパンが姿を消した家がすべて同じ建築家の手になることに気付いたショルメは、この建築家に助手として働いていたルパンが、自分のために数々の秘密のからくりをこれらの家屋に施していたことを見破り、ついにはルパンの最大のアジトをつきとめる。
これに対してルパンも先手を打って、ショルメを拉致し、イギリス行きの貨物船に閉じ込めて送り返す。ショルメが不在のうちにアジトから撤退しようとしたルパンだったが、ショルメは彼の思惑を見破ってフランスに戻って来てしまう。
ショルメの活躍でルパンは生涯2度目の逮捕を受けることになる。しかし、フランス警察の意表をついて脱走を果たしたルパンは、パリ北駅で好敵手ショルメに対して別れの挨拶を果たすのだった。

### ユダヤのランプ
フランスのダンプルバル男爵から、イギリスのエルロック・ショルメに依頼が届く。それとほぼ同時にアルセーヌ・ルパンからも、“貴殿の名誉に関わる事態に必ず発展するから、近日中に入るであろうダンブルバルの依頼は受けないよう衷心よりご忠告申し上げる”という内容の書簡もとどいた。この忠告を「挑発」とみなしたショルメはすぐさまウィルソンとともにパリへ出立する。
男爵の依頼は、古いユダヤのランプ（それ自体の価値は低いが、多数の宝石を散りばめた金製の置物「黄金の怪獣」が中に隠してある）の盗難事件の解明だった。男爵邸につくや、ショルメは現場に残された数々の証拠がまったくの偽装であり、窃盗は内部犯行であることをいちはやく見抜く。
ルパンは事件の真相を追うショルメに次々と謎をかけ、彼を翻弄するが、ショルメはそんなルパンの言葉の端々に手がかりをみつけ、ついにはユダヤのランプを男爵邸から持ち出した犯人にたどり着く。しかしそれは男爵家に悲劇を招くものでもあった。

## ショルメとホームズ
ショルメはルパンシリーズにおいて、「遅かりしシャーロック・ホームズ」で初登場する。この作品では、『ジュ・セ・トゥ』誌での発表時、「シャーロック・ホームズ」本人として登場した。この際、すぐさまホームズシリーズの原作者アーサー・コナン・ドイルから厳重な抗議を受けた、という話が流布しているが、実際にそのような抗議が行われたという証言はルブランもドイルも残していない。ただし、ルブランの研究家ジャック・ドゥルアールの「ルブラン伝（Maurice Leblanc: Arsène Lupin malgré lui）」によれば、『ジュ・セ・トゥ』誌の出版元であるラフィット社は、ドイルから自分のヒーローの名前の使用を拒否する手紙を受け取ったと記している（第6章「ルパン初登場 1905−1907」）。『シャーロック・ホームズ百科事典』の著者マシュー・バンソンは「ルブラン側からホームズの登場許可を得ようという働きかけがあったが失敗した」という説を唱え、フランス・ミステリ研究家の松村喜雄は「ドイルはルブランの作品を知りつつ、あえて黙殺した」と解釈している。
ともあれ作者ルブランは、このキャラクターを「ショルメ」と改名し、これ以降キャラクター付けや外見も明確にホームズとは違った別キャラクターとして構築し直した。「遅かりし - 」は単行本『怪盗紳士ルパン』収録時にはショルメと直され、キャラクター付けも修正され、その次の作品となる本作では元祖ホームズに遠慮しない、思い切った「ショルメ」というキャラクターとしての対決が描かれている。ホームズの盟友であるワトスンにあたるキャラクターも、ウィルソンという別キャラクターである。
しかし、日本語訳では古くからショルメをシャーロック・ホームズと訳すことが慣習となってきた（ただし、ワトスンは訳書によってウィルソンのままのものとワトスンに直しているものとがある）。アナグラムになじみのない日本人向けの、パロディーへの分りやすさを優先させた処置だが、この処置は日本の読者に原作を誤解させる結果ともなっている。
- 本作のショルメをホームズと認めるかについては、上記の経緯に加えて、ショルメの容姿がホームズのそれと一致しないこと（たとえばショルメは口ひげをたくわえている）や、ワトスンことウィルソンへの態度が彼らしくない（友人というより下僕に近い扱いをしている）こと、そのウィルソンが早々に退場して結局はショルメの単独行になってしまう展開などから、難しいといわざるを得ない。にもかかわらず、本作はもっとも有名なホームズものパスティーシュの一編である。ドイルの筆になる「聖典」に対する「外典」に位置づける「宗派」も存在する。
- どちらの作品も、エルロック・ショルメの視点からの追跡劇が大半を占める。異郷フランスにおいて地の利と組織力において勝るルパン相手に、ショルメが孤立無援に近い状態で捜査を進めるという、不利なだけにかえって盛り上がる「アウェーゲーム」が展開される。
- 構成的には、作中の「私（ルパンの伝記作家）」があとでウィルソンから聞いた話だという体裁をとっている。
- やはりどちらの作品でもショルメは真相にたどりつき、青ダイヤやユダヤのランプといった盗難品も取り戻すことに成功する。しかし、「真犯人」を世に公にすることは諸事情から憚るしかなかった。そのために、この2つの事件はショルメにとって「あまりパッとしない事件」ということになった。かくて、エルロック・ショルメとアルセーヌ・ルパンの対決は、引き分けとして知られることになる。他の多くのホームズものパスティーシュ作品と同じく、「なぜこの事件はワトスンの手で発表されなかったのか」の理由付けがなされていると見ることもできる。
- エルロック・ショルメの住いは、ベーカー街221Bならぬ「パーカー街219」である（邦訳ではこれも「ベーカー街221」などと「訂正」しているものもある）。
- 本作を含むルパン作品の世界には、「エルロック・ショルメ」とは別に、小説中の人物としてれっきとした本物の「シャーロック・ホームズ」が存在する。エルロック・ショルメは、「まるでコナン・ドイルの小説の中から抜け出してきたような」と噂されて登場するのである[疑問点 – ノート]（が、実際の彼が登場すると、シャーロック・ホームズのような容姿を期待していた周囲の人間は、そのイメージとのギャップに少なからず落胆を強いられる、という描写までハッキリとある）。
- なお、作者ルブランはエルロック・ショルメに、鹿撃ち帽をかぶらせ、インバネスマントも着用させている。
- 漫画家の森田崇は『アバンチュリエ 新訳アルセーヌルパン』（講談社）の第3巻所収の「遅かりしHerlockSholmes（ハーロック・ショームズ）」、第4巻-第5巻所収の「金髪婦人」および『怪盗ルパン伝 アバンチュリエ』（小学館クリエイティブ）の第2巻所収の「ユダヤのランプ」では、英人探偵とその助手の名前をハーロック・ショームズ（エルロック・ショルメの英語読み）とウィルソンとしている。また森田は第4巻巻末で、ルブランが書いた「アルセーヌ・ルパンとは何者か」（参照：アルセーヌ・ルパン#外部リンク"QUI EST ARSÈNE LUPIN ?"）という一文において「ルパンの冒険の数々の中で私が最も本領を発揮したのが、エルロック・ショルメことシャーロック・ホームズとの数度の闘いである。」と書いていることに着目し、「どうやらルブラン自身は、改名後も一貫してショームズをホームズとして描いていたと解釈して良さそうです。」と結論付けている[2]。

エルロック・ショルメは、その後のルパンものにもしばしば登場する。『奇巌城』において、ルパンの3度目の妻をはからずも射殺してしまったのもショルメである。その後も、ルパンとは直接対峙はしないものの『ルパンの三つの犯罪』にも登場し、遺稿の『ルパン最後の恋』にも名前のみだが登場する。（邦訳は曽根元吉訳「奇巌城」を除きいずれもホームズとしている）

## 評価
- D・H・ローレンスは、「ユダヤのランプ」における、ドーバー海峡航路を渡る船上でルパンとショルメがくつろぎあい、その傍らをルパンに気付かないイギリスの警察官たちが行き来する場面を指して、「かつてイギリスがフランスから受けた最大の敬意の表現」と評した。
- 自身熱烈なシャーロキアンでもあるエラリー・クイーンは、フランス警察相手には常勝不敗を誇っていたルパンが、ショルメ相手には引き分けどまりだったことを指摘、「フランス紳士ルブラン氏なりの、あらゆるイギリス人にたいする、忘れがたい挨拶であったとはいえないだろうか」と評している。

## パスティーシュ
- 1910年には早くもフランスでLupinとHerlock Sholmesを題材にしたパスティーシュが書かれている。児童向けの雑誌Mon Journalの12月号に掲載された、André Massanes作のArsène Lupin et Herlock Sholmesである。この作品では、ダイアモンドを盗んだルパンを相手に、Herlock Sholmesとその息子Fredが活躍する。また、ガニマール警部の分身、ガリマール（Galimar）も登場する。
- 「ルパン対ホームズ」という構図は、日本において評判が高く、芦辺拓の『真説 ルパン対ホームズ』や伊吹秀明の『養蜂場の決闘（『シャーロック・ホームズの決闘』に収録）』などいくつかのパスティーシュが書かれている。後者は隠居後のホームズが我流武術「バリツ」で、挑戦しに来たルパンは我流の総合格闘技[4]で、ワトソンの立会いの下一対一の果し合いで「対決」する怪作である。
- 「怪盗紳士アルセーヌ・ルパン ～ ルパン対ホームズ」 - フランス国営放送で放映されたテレビドラマ。原題は「ルパン対ホームズ」と同じだが、ストーリーはオリジナル[5]。
- 「ルパンvsホームズ ―世紀の戦い― ～百年書店へようこそ～」 - 2022年10月に浅草花劇場で上演された舞台劇[6][7]。

## メディア展開

### テレビドラマ
- "Arsène Lupin contre Herlock Sholmes" - 1971年にフランスで制作された「金髪の美女」のテレビドラマ。監督：ジャン・ピエール・ドゥクール（Jean-Pierre Decourt）[8]。

### テレビアニメ
- 「ルパン対ホームズ」 - 1981年の東映動画（現・東映アニメーション）による「金髪の美女」のアニメ化[9]。ルパンは広川太一郎（ちなみに広川は、アニメ「名探偵ホームズ」でホームズの声を担当している）、ホームズは山城新伍が声優を担当した。ラストシーンはホームズが気球で飛び去るルパンを見送るという、アニメならではの大胆な脚色がされていた。サウンドトラックが発売されている[10]。

### 漫画
- 「ルパン対ホームズ」 - 永井豪、安田達矢、ダイナミックプロによるコミカライズ作品（「金髪の美女」のみ）。小学館、1984年、ISBN 4092030037[11][12]。
- 「ブロンドの貴婦人」 - 一峰大二によるコミカライズ作品。くもん出版、1998年、ISBN 9784774301761[13][14]。
- 「アバンチュリエ 新訳アルセーヌルパン」 - 森田崇によるルパンシリーズのコミカライズ作品。本作については「金髪婦人」・「ユダヤのランプ」の２編ともコミカライズ[15][16][17]。前述のとおり「ホームズ」の名は用いず原作に準拠して（英語読みで）「ハーロック・ショームズ」としている。また一方では、シャーロック・ホームズとの同一視を可能にする叙述を施している（ここでのショームズの容姿は上述の「ショルメとホームズ」で説明された原作のそれとは違い、ひげをたくわえていない。またその活躍が「コナン・ドイルの著作に記されている」と記述している）。

## 翻案
- 『神出鬼没金髪美人』 - 『金髪の美女』の翻案（外部リンク参照）。清風草堂主人訳[18]、明治出版社、1913年[19]。「怪盗対名探偵初期翻案集」（論創社、2012年、ISBN 978-4846011376）に収載されている[20]。
- 『金剛石 : 冒険的大探偵』 - 『金髪の美女』の翻案（外部リンク参照）。三津木春影訳、池村松陽堂、1913年[21][22]。
- 『春日燈籠』 - 『ユダヤのランプ』の翻案。清風草堂主人訳、磯部甲陽堂、1913年[23]。同上「怪盗対名探偵初期翻案集」（論創社、2012年、ISBN 978-4846011376）に収載されている[20]。
- 『土曜日の夜』 - 『ユダヤのランプ』の翻案（外部リンク参照）。清風草堂主人（NDL書誌情報）／三津木春影（奥付）訳、磯部甲陽堂、1913年[23]。